# Stora Ulvsjön, Värmland
Stora Ulvsjön är en sjö i Årjängs kommun i Värmland och ingår i Göta älvs huvudavrinningsområde. Sjön har en area på 0,171 kvadratkilometer och ligger 225,2 meter över havet. Stora Ulvsjön ligger i Ulvsjömyrarna Natura 2000-område.

## Delavrinningsområde
Stora Ulvsjön ingår i det delavrinningsområde (660045-129240) som SMHI kallar för Utloppet av Våxlandatjärn. Medelhöjden är 191 meter över havet och ytan är 31,98 kvadratkilometer. Det finns inga avrinningsområden uppströms utan avrinningsområdet är högsta punkten. Silbodalsälven som avvattnar avrinningsområdet har biflödesordning 4, vilket innebär att vattnet flödar genom totalt 4 vattendrag innan det når havet efter 254 kilometer. Avrinningsområdet består mestadels av skog (72 procent). Avrinningsområdet har 0,88 kvadratkilometer vattenytor vilket ger det en sjöprocent på 2,8 procent.